# Triaspis eflucta
Triaspis eflucta är en stekelart som beskrevs av Papp 1998. Triaspis eflucta ingår i släktet Triaspis och familjen bracksteklar. Inga underarter finns listade i Catalogue of Life.